# Azerbejdżan na Zimowej Uniwersjadzie 2013
Azerbejdżan na Zimowej Uniwersjadzie 2013 reprezentowany był przez 2 sportowców.

## Medale
| Medal  | Zawodnik                         | Dyscyplina           | Konkurencja   | Data       |
| ------ | -------------------------------- | -------------------- | ------------- | ---------- |
| Srebro | Aleksiej Sitnikow Julija Złobina | łyżwiarstwo figurowe | pary taneczne | 14 grudnia |

## Reprezentanci

### Łyżwiarstwo figurowe
- Aleksiej Sitnikow
- Julija Złobina

| Konkurencja   | Zawodnik                         | Program krótki | Program krótki | Program dowolny | Program dowolny | Suma   | Suma    |
| Konkurencja   | Zawodnik                         | Punkty         | Miejsce        | Punkty          | Miejsce         | Punkty | Miejsce |
| ------------- | -------------------------------- | -------------- | -------------- | --------------- | --------------- | ------ | ------- |
| Pary taneczne | Aleksiej Sitnikow Julija Złobina | 56,80          | 3.             | 85,86           | 4.              | 142,66 | 2.      |